# 今井智子
今井 智子（いまい ともこ、1954年 - ）は、日本の音楽評論家、音楽ライター。

## 経歴
新潟県長岡市生まれ。明治学院大学卒業。
大学時代から顔を出していた『宝島』編集部にそのまま就職し、音楽記事担当者として同誌の編集・執筆に携わった。1970年代末に独立し、フリーの音楽評論家へ転向。1990年代には、NHKがBS2で放送していたアマチュアバンドコンテスト『BSヤングバトル』で審査員を務めたり、東海テレビの帯番組『パコ2CH あ・きすとぜねこ』で日替わりキャスターを務めたりしていた。又新宿ロフトプラスワンにおいて不定期に開店する居酒屋ロックの店長も務めていた。

## 出演番組
- FMホットライン（NHK-FM、1992年4月4日 - 1993年4月3日）